# Biely Kostol
Pour les articles homonymes, voir Weisskirchen.
Biely Kostol (en hongrois : Pozsonyfehéregyház, en allemand : Weißkirchen) est un village de Slovaquie situé dans la région de Trnava.

## Histoire
Première mention écrite du village en 1332.

## Démographie

### Évolution de la population
| Année:               | 1994. | 2004.   | 2014.    | 2024.    |
| -------------------- | ----- | ------- | -------- | -------- |
| Nombre de personnes: | 1092  | 1200    | 1611     | 2553     |
| Différence:          |       | +9,89 % | +34,25 % | +58,47 % |

| Année:               | 2023. | 2024.   |
| -------------------- | ----- | ------- |
| Nombre de personnes: | 2531  | 2553    |
| Différence:          |       | +0,86 % |